# Погорелка (Воронцовская волость)
Погорелка — деревня в Островском районе Псковской области. Входит в состав Воронцовской волости.
Расположена у берега реки Черёха, в 22 км к востоку от города Остров и в 4 км к северу от волостного центра, села Воронцово.

## Население
| 2001 | 2002 | 2010 |
| ---- | ---- | ---- |
| 295  | ↘272 | ↘259 |

Численность населения деревни по состоянию на 2000 год составляет 295 жителей.

## История
До 2005 года деревня входила в состав ныне упразднённой Шаркуновской волости в качестве её административного центра.